# Haapajärvi (sjö i Finland, Södra Savolax, lat 61,92, long 26,47)
Haapajärvi är en sjö i Finland. Den ligger i kommunen Kangasniemi i landskapet Södra Savolax, i den södra delen av landet, 210 km norr om huvudstaden Helsingfors. Haapajärvi ligger 97 meter över havet. Arean är 3,93 kvadratkilometer och strandlinjen är 34,91 kilometer lång. Sjön  ingår i Kymmene älvs huvudavrinningsområde. 